# Adventure City

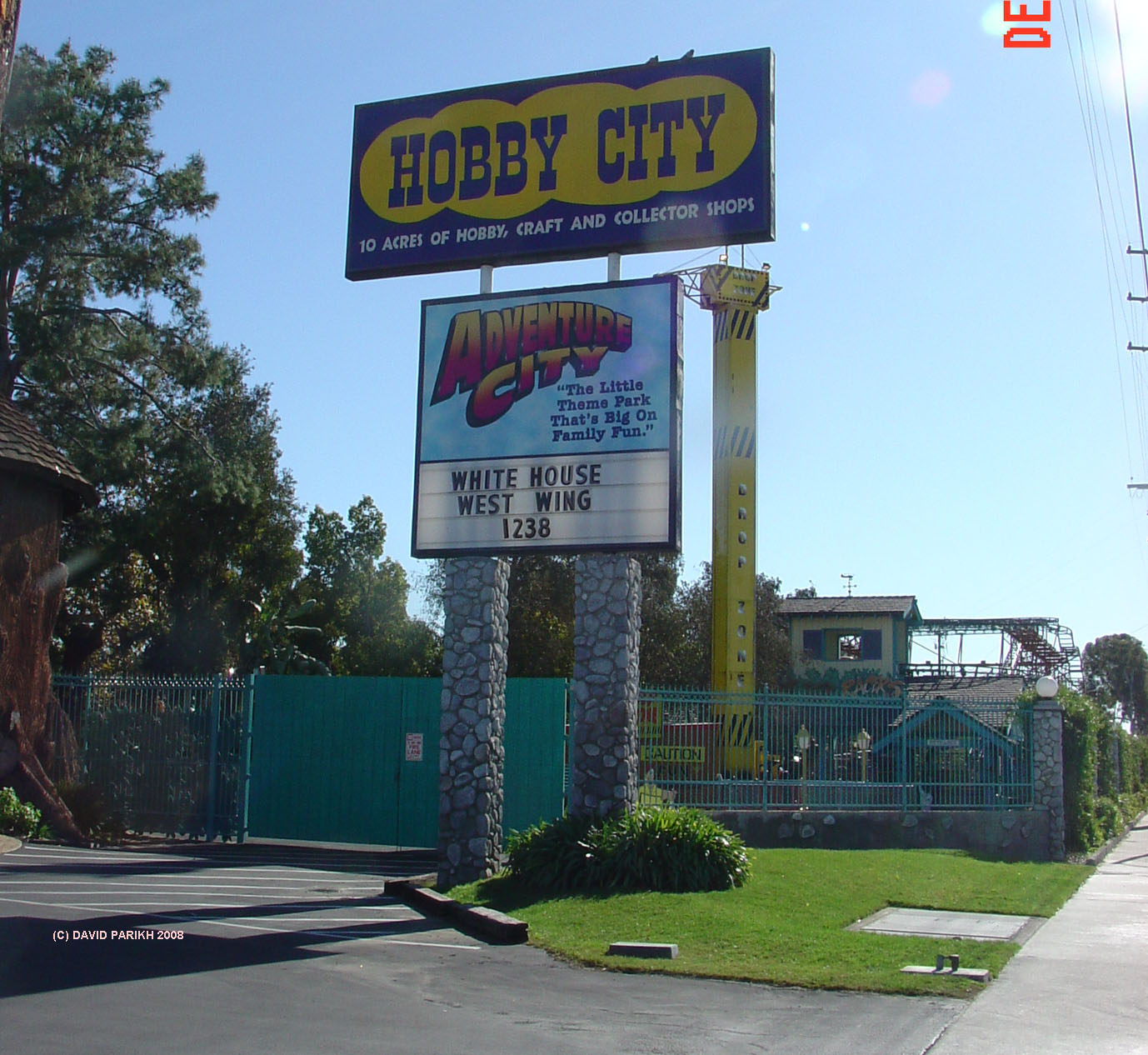
Adventure City "The Little Theme Park That's Big On Family Fun"

Adventure City is een attractiepark in Anaheim en Stanton, in het zuiden van de Amerikaanse staat Californië. Met een oppervlakte van 8.100 m² is Adventure City een van de kleinste pretparken in Californië. Het park werd in 1994 opgericht als een familievriendelijk en goedkoper alternatief voor andere, duurdere pretparken in Zuid-Californië, zoals Disneyland en Knott's Berry Farm. Jaarlijks ontvangt Adventure City tussen 200.000 en 400.000 bezoekers. Er zijn tien attracties, waaronder twee achtbanen.
Het pretpark ligt op de grens tussen de steden Anaheim en Stanton. In Stanton is Adventure City een van de grootste werkgevers.